# Kim Wall (dziennikarka)
Kim Isabel Fredrika Wall (ur. 23 marca 1987 w Trelleborgu, zm. 10 sierpnia 2017 w Kopenhadze) – szwedzka dziennikarka zamieszkała w Stanach Zjednoczonych.

## Życiorys
Urodzona 23 marca 1987 roku w Szwecji, pochodziła z Trelleborga w południowej Szwecji. Studiowała na Columbia University i mieszkała w Stanach Zjednoczonych. Pracowała dla The Guardian, Time i The New York Times, pisała reportaże m.in. na Haiti i w Korei Północnej, zajmowała się prawami człowieka, ekologią i popkulturą.
Zginęła podczas przygotowywania reportażu o łodzi podwodnej duńskiego biznesmena i wynalazcy Petera Madsena. W czwartek 10 sierpnia po południu wsiadła w Kopenhadze na należącą do niego łódź podwodną „Nautilus”. Następnego dnia jej partner zgłosił jej zaginięcie. Na łodzi znaleziono krew Wall. Madsen początkowo twierdził, że dziennikarka wysiadła z łodzi wieczorem, potem 21 sierpnia przyznał, że zginęła na skutek nieszczęśliwego wypadku i pochował ją w morzu, zatapiając łódź. Sam „Nautilus” zatonął wieczorem 10 sierpnia, a według zeznań świadków nastąpiło to po tym, jak Madsen na chwilę zszedł pod pokład, gdy łódź zbliżyła się do kutra rybackiego.
12 sierpnia policja przesłuchała Madsena i aresztowała pod zarzutem nieumyślnego zabójstwa. Jej śmierć potwierdzono 23 sierpnia po testach DNA na znalezionym 20 sierpnia korpusie pozbawionym kończyn i głowy. Ciało rozczłonkowano z premedytacją i obciążono metalowymi elementami oraz próbowano pozbawić gazów, by zapobiec jego wypłynięciu na powierzchnię. We wrześniu w pracowni Madsena odkryto dysk z filmami, na którym kobiety torturowano, pozbawiano głowy i palono.
Sprawa śmierci Wall poruszyła duńską opinię publiczną i była szeroko komentowana przez cały okres dochodzenia. W rozpoczętym w marcu następnego roku procesie Madsen został 25 kwietnia 2018 r. uznany winnym morderstwa z premedytacją i napaści na tle seksualnym. Madsen przyznał się do rozczłonkowania ciała, jednak do końca procesu utrzymywał, że śmierć Wall nastąpiła wskutek wypadku.